# Chobotnice z II. patra (seriál)
Chobotnice z II. patra je čtyřdílný československý televizní seriál z roku 1987 natočený režisérem Jindřichem Polákem podle knižní předlohy Oty Hofmana. Seriál byl natočený v koprodukci se Západním Německem.

## Seznam dílů
1. Projekt IV.
2. Blesky nad Čertovkou
3. Všechno napůl!
4. Veselé Vánoce přejí Zelená a Modrý

O natáčení seriálu vypráví reportážní dokument Jak se točily Chobotnice (premiéra 3. ledna 1988 - po odvysílání posledního dílu).

## Různé verze seriálu a filmy
Spolu se seriálem vznikly i dva zkrácené filmové sestřihy
- Chobotnice z II. patra (1986) – sestřih dílů 1 a 2
- Veselé Vánoce přejí chobotnice (1986) – sestřih dílů 3 a 4

Čtyřdílná seriálová verze příběhu má přibližně 4 hodiny, dva filmy trvají dohromady přibližně tři hodiny. Zkrácení bylo dosaženo zejména tím, že filmy téměř úplně vypouštějí příběhovou linii prázdnin u dědečka z druhé poloviny 2. dílu a první poloviny 3. dílu seriálu, ve filmech je přítomno jen rychlé shrnutí vynechaného děje.
V (Západním) Německu existují dvě formy seriálu - desetidílná a čtyřdílná.
Celkově tedy existují
- Desetidílný seriál po 25 minutách (v Česku v této formě nevysílaný)
- Čtyřdílný seriál po 60 minutách
- Dva zkrácené filmové sestřihy po 92 minutách

## Premiéry
- Západní Německo - 21. až 28. prosince 1986 - 4 díly
- Československo - 1. července a 1. listopadu 1987 - 2 filmy
- Západní Německo - 17. září až 19. listopadu 1987 - 10 dílů
- Československo - 25. prosince 1987 až 2. ledna 1988 - 4 díly
- Sovětský svaz - 26. července až 29. července 1988 - 4 díly

## Porovnání se sérií Lucie, postrach ulice
Příběh chobotnic z druhého patra má mnoho společných rysů se sérií Lucie, postrach ulice (seriál Lucie, postrach ulice (1980), který v Československu nikdy neběžel, filmové sestřihy Lucie, postrach ulice (1984) a ...a zase ta Lucie! (1984)):
- obě série mají formu seriálu i dvou zkrácených filmových sestřihů (i když seriálová Lucie nikdy nebyla uvedena v Československu a její filmové sestřihy vynechávají naprosté minimum záběrů)
- obě série byly natočeny v koprodukci
- obě série režíroval Jindřich Polák
- obě série napsal Ota Hofman
- k oběma sériím napsal hudbu Angelo Michajlov
- v obou sériích vystupují dvě kouzelné plastelínové figurky
- v obou sériích namluvila zelenou plastelínovou figurku Jiřina Bohdalová
- v obou sériích hraje hlavní dětskou hrdinku Žaneta Fuchsová

Chobotnice z II. patra jsou určeny starším dětem než Lucie, postrach ulice.